# Torre Illa (Ripoll)
La Torre Illa és una obra de Ripoll protegida com a Bé Cultural d'Interès Local.

## Descripció
La torre, formada de planta baixa i dos pisos, fa 11 m de llargada a les cares sud i nord, mentre als vessants est i oest fa 13,20 m. Per accedir a la primera planta haurem de pujar divuit esglaons. Altres trets de la torre, amb coberta a quatre vents, són la presència d'unes parets que tenen una amplada d'uns 55 cm, tres obertures per planta, i un accés al porxo d'entrada de la planta baixa per mitjà de tres esglaons, després de passar per una arcada de pedra sorrenca. Al voltant de les obertures es fa ús de maons massissos i les parets es bastiren amb pedra del país unides amb morter de calç. El paviment de la planta baixa està fet amb cairons vermells.